# بوهودوخیف
شهر بوهودوخیف (به روسی: Богодухів) در استان خارکف در کشور اوکراین واقع شده‌است. جمعیت این شهر ۱۸٬۲۲۴ نفر  است.